# Юсупово (Вачський район)
Юсупово (рос. Юсупово) — присілок в Вачському районі Нижньогородської області Російської Федерації.
Населення становить 37 осіб. Входить до складу муніципального утворення Филінська сільрада.

## Історія
Від 2009 року входить до складу муніципального утворення Филінська сільрада.

## Населення
| 1859 | 1905 | 1926 | 1999 | 2002 | 2010 |
| ---- | ---- | ---- | ---- | ---- | ---- |
| 125  | ↗206 | ↗261 | ↘61  | ↗62  | ↘37  |